# Vukovići (Hadžići, BiH)
Vukovići su naselje u općini Hadžići, Federacija BiH, BiH.

## Stanovništvo
Nacionalni sastav stanovništva 1991. godine, bio je sljedeći:
ukupno: 235
- Bošnjaci - 232 (98,72%)
- ostali, neopredijeljeni i nepoznato - 3 (1,27%)